# صاروخ أرض-جو

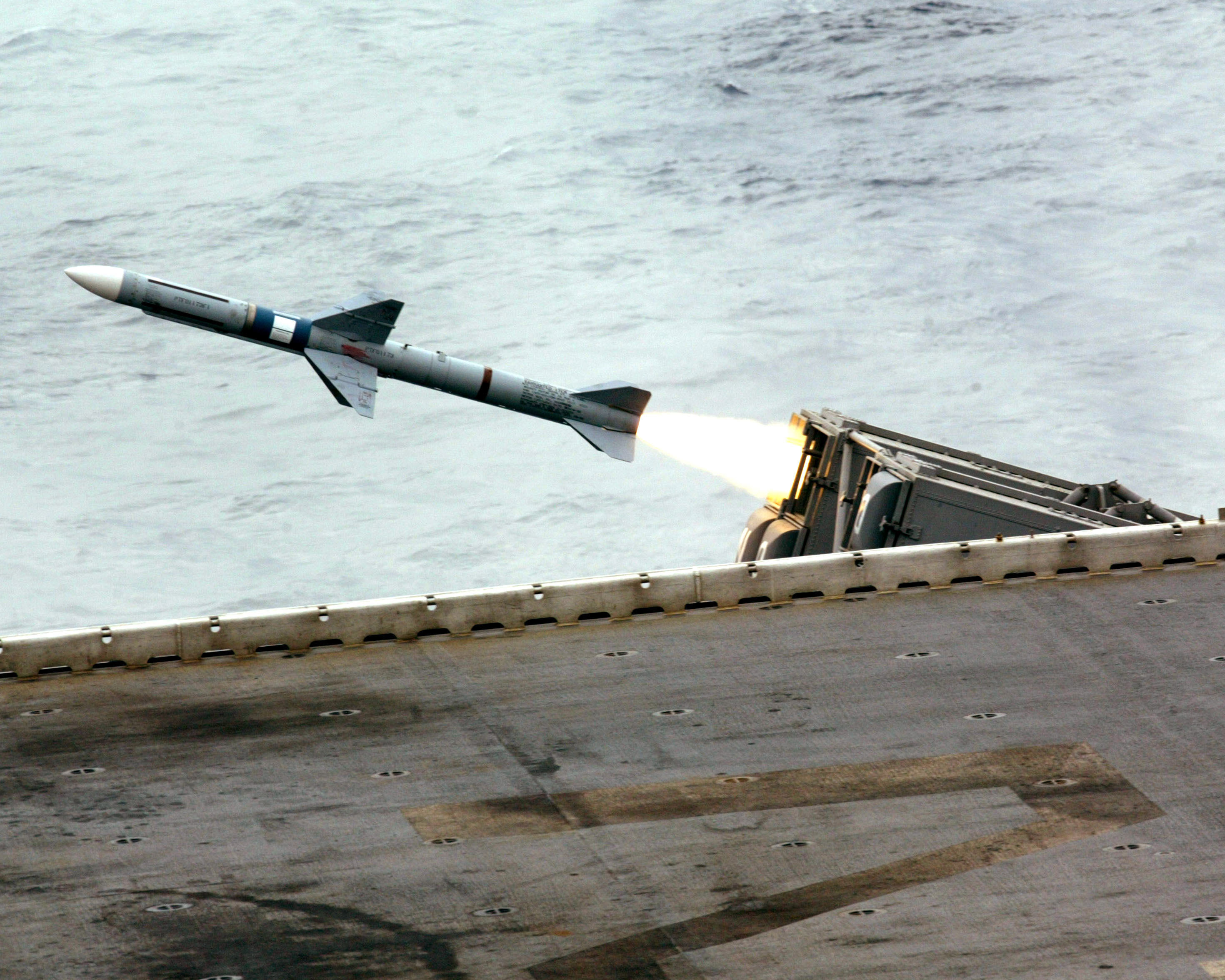
مشهد لصاروخ أرض جو لحظة انطلاقه

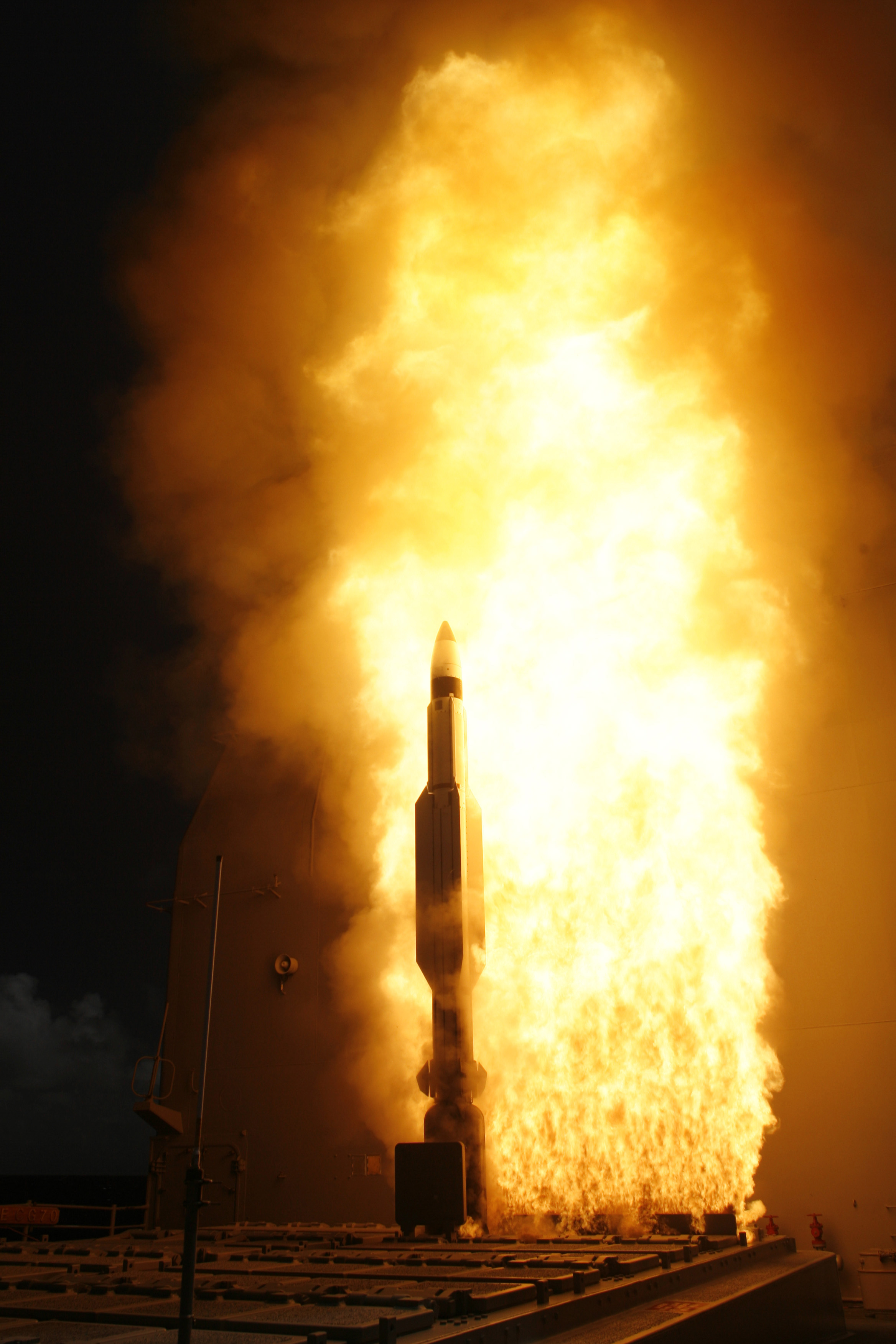
صاروخ أرض جو في تجربة لإطلاقه من على السفينة يو إس إس ليك إيري

صاروخ أرض-جو أو باسم آخر صاروخ سطح - جو (بالإنجليزية: surface to air missile)‏ اختصاراً (SAM) هو صاروخ موجه مصمم ليتم إطلاقه من الأرض إلى الجو بهدف إسقاط الطائرات أو الأهداف الجوية الأخرى كالصواريخ أو الطائرات بدون طيار.الصاروخ هو جزء أساسي من أنظمة الدفاع الجوي المضادة للطائرات و‌الدفاعات الصاروخية.
يمكن إطلاق صورايخ أرض-جو من منصات ثابتة أو متحركة. أخف أنواع الصورايخ أرض-جو يمكن حملها بواسطة شخص واحد، وهذا النوع من الصواريخ يسمى أنظمة الدفاع الجوي المحمولة بواسطة الأشخاص. والمنتجات السوفيتية من هذه الأنظمة صدرت للعديد من البلدان حول العالم، وما زالت مستخدمة في الكثير من بلدان العالم.
الصواريخ أرض-جو يمكن إطلاقها من منصات إطلاق متحركة، إما أن تسير على إطارات أو تكون مجنزرة. والمركبات المجنزرة تكون عادة مركبات مدرعة مصممة خصيصاً لحمل صواريخ أرض-جو.
تستخدم صواريخ أرض-جو التي تنطلق من السفن على نطاق واسع. فتقريباً كل السفن الحربية يمكن تجهيزها بصواريخ أرض-جو. حيث تعد صورايخ أرض-جو ذات أهمية كبرى للسفن القتال التي تعمل في الجبهات الأمامية.

## اقرأ أيضا
- ستاندارد ميسايل 3
- صاروخ حامل
- صاروخ